# Morti nel 1320
| Questa pagina contiene informazioni ricavate automaticamente dalle voci biografiche con l'ausilio del template Bio e di un bot. L'aggiornamento è periodico e automatico e ricostruisce completamente la pagina. Se manca una persona in questa lista, sei pregato di non aggiungerla, ma accertati piuttosto che la sua voce biografica contenga il template Bio e che i dati anagrafici siano correttamente compilati. Se il template Bio manca, inseriscilo tu stesso o, in alternativa, metti l'avviso {{tmp\|Bio}} che ne segnala la mancanza. Se i dati riportati sono sbagliati, correggi direttamente la voce biografica; le modifiche saranno visibili in questa lista entro pochi giorni. Per chiarimenti vedi il progetto biografie. La lista contiene solo le 38 persone che sono citate nell'enciclopedia e per le quali è stato implementato correttamente il template Bio. Pagina aggiornata al 10 lug 2025. |

- 1º marzo - Buyantu Khan, imperatore cinese (n. 1285)
- 13 aprile - Margherita da Città di Castello, religiosa e mistica italiana (n. 1287)
- 24 aprile - Abu Said Faraj, nobile arabo (n. 1248)
- 1º maggio - Vivaldo da San Gimignano, religioso italiano (n. 1260)
- 29 maggio - Giovanni VIII di Alessandria, vescovo cristiano orientale egiziano
- 5 giugno - Peter von Aspelt, arcivescovo cattolico e medico lussemburghese
- 17 giugno - Bianca di Francia, principessa francese (n. 1253)
- 20 luglio - Oscin d'Armenia, re (n. 1282)
- 27 luglio - Heinrich von Plötzke, cavaliere tedesco (n. 1264)
- 14 agosto - Arnaud d'Aux, cardinale e vescovo cattolico francese
- 6 settembre - Guglielmo da Castelbarco, condottiero italiano
- 5 ottobre - Pietro Pattarini, giurista italiano
- 12 ottobre - Michele IX Paleologo, imperatore bizantino (n. 1277)
- 31 ottobre - Raimondo Folch VI de Cardona, nobile
- 31 ottobre - Riccoldo da Monte di Croce, missionario e esploratore italiano
- 25 novembre - Guglielmo III di Ginevra, nobile
- 28 dicembre - Mattia Nazareni, monaca cristiana italiana (n. 1253)
- Antonius Andreas, filosofo spagnolo (n. 1280)
- Radolfo Brito, filosofo e grammatico francese (n. 1270)
- Bernard Délicieux, francescano francese
- Yunus Emre, poeta turco (n. 1240)
- Enrico di Brandeburgo, nobile tedesco
- Guido Novello Guidi, conte di Raggiolo, nobile italiano
- Jiajak Jaqeli, imperatrice bizantina
- Leonardo, vescovo cattolico italiano
- Li Kan, pittore cinese
- Maria Afonso, nobildonna portoghese (n. 1302)
- Mayta Capac, sovrano inca (n. 1290)
- Henri de Mondeville, medico francese (n. 1260)
- Alessandro Novello, vescovo cattolico italiano
- Anna Paleologa, principessa bizantina
- Pietro de' Crescenzi, scrittore e agronomo italiano (n. 1233)
- Sagramoro Corradi, vescovo cattolico italiano
- Lapo Saltarelli, politico, giurista e poeta italiano
- Sperandio, vescovo cattolico italiano
- Filippo Tesauro, pittore italiano (n. 1260)
- Tommaso, arcivescovo cattolico italiano
- Corrado di Antiochia, nobile italiano (n. 1242)